# Liste der Monuments historiques in Saleich
Die Liste der Monuments historiques in Saleich führt die Monuments historiques in der französischen Gemeinde Saleich auf.

## Liste der Bauwerke
| Bezeichnung             | Beschreibung    | Standort | Kennzeichnung | Schutzstatus | Datum | Bild |
| ----------------------- | --------------- | -------- | ------------- | ------------ | ----- | ---- |
| Portal der Kirche St-Pé | 16. Jahrhundert | (Lage)   | PA00094482    | Inscrit      | 1926  |      |

## Liste der Objekte
- Monuments historiques (Objekte) in Saleich in der Base Palissy des französischen Kultusministeriums